# Nguyễn Hoàng Hải
Nguyễn Hoàng Hải (* 8. Mai 1986) ist ein vietnamesischer Badmintonspieler. 

## Karriere
Nguyễn Hoàng Hải startete 2007, 2009 und 2011 bei den Südostasienspielen. Als größten Erfolg erkämpfte er sich dabei 2009 Bronze im Herreneinzel. 2011 belegte er des Weiteren Platz fünf mit dem vietnamesischen Team. Bei allen andern Starts bei den Südostasienspielen schied er dagegen in der ersten Runde aus, ebenso wie bei den Asienspielen 2006.

## Referenzen
- Nguyễn Hoàng Hải beim Badminton-Weltverband

| Personendaten    | Personendaten                    |
| ---------------- | -------------------------------- |
| NAME             | Nguyễn, Hoàng Hải                |
| KURZBESCHREIBUNG | vietnamesischer Badmintonspieler |
| GEBURTSDATUM     | 8. Mai 1986                      |